# Pitarque
Pitarque è un comune spagnolo di 104 abitanti situato nella comunità autonoma dell'Aragona.